# Geriátria
A geriátria, más néven öregkori gyógyászat, az idősek egészségügyi problémáival foglalkozik. Ez a szakterület különösen fontos a népesség elöregedésével kapcsolatosan, mivel az idős emberek számos egyedi egészségügyi kihívással szembesülhetnek, amelyek megkövetelik az orvosi ellátás és kezelés speciális megközelítését. A geriátria főbb területei a következők:
1. Krónikus betegségek kezelése: Az idősebb betegek gyakran több krónikus állapottal is élnek egyszerre, mint például szívbetegség, diabetes, magas vérnyomás, és artritisz. A geriátria célja ezeknek a betegségeknek a kezelése úgy, hogy a beteg minél teljesebb életet élhessen.
2. Prevenció és rehabilitáció: Az öregedés természetesen járhat mobilitási problémákkal és más fizikai korlátokkal. A geriátria fontos része a megelőzés és a rehabilitáció, hogy az idősek minél hosszabb ideig maradhassanak aktívak és önállóak.
3. Multidiszciplináris megközelítés: Az idősek ellátása gyakran több orvosi, társadalmi és mentális egészségi szakterület együttműködését igényli. A geriátriai csapat általában magában foglal orvosokat, nővéreket, táplálkozási szakértőket, fizioterapeutákat és szociális munkásokat.
4. Akut és sürgősségi ellátás: Az idősebb emberek esetében az akut betegségek, mint például tüdőgyulladás vagy húgyúti fertőzések, súlyosbodhatnak és sürgősségi ellátást igényelhetnek. A geriátriai szakértők képzettek ezeknek a helyzeteknek a kezelésére.
5. Palliatív ellátás és hospice: Amikor az idős betegek életük vége felé közelednek, a geriátriai szakemberek segíthetnek a fájdalomcsillapításban és a megfelelő gondozásban, hogy a betegek méltóságteljesen élhessék meg életük utolsó szakaszát.